# 柿塚古墳
柿塚古墳（かきづかこふん）は、奈良県生駒郡平群町椹原（ふしはら）にある古墳。形状は円墳。史跡指定はされていない。

## 概要
奈良県西部、信貴山東麓の尾根先端部に築造された古墳である。東600メートルには烏土塚古墳が所在する。これまでに発掘調査は実施されていない。
墳形は円形で、直径約30メートル（または12メートル）を測る。墳丘外表で葺石・埴輪は認められていない。埋葬施設は片袖式の横穴式石室で、南東方向に開口する。内側への持ち送りが顕著であり、古式の石室形態として注目される。未調査のため副葬品は詳らかでない。築造時期は古墳時代後期の6世紀初頭頃と推定される。

## 埋葬施設

石室俯瞰図

石室展開図

埋葬施設としては片袖式横穴式石室が構築されており、南西方向に開口する。石室の規模は次の通り。
- 玄室：長さ5.2メートル、幅3.2メートル、高さ約3.2メートル
- 羨道：長さ約5メートル、幅1.3メートル、高さ約2.1メートル

石室の羨道部は土砂の流入によって大部分が埋まっている。石室の構築に際しては、下に小ぶりの石材を、上にやや大きい石を積み、内側への持ち送りが顕著である。床面付近では四隅が明確であるが、天井に近づくほど角はなくなる。玄室の天井石は4枚。
玄室中央奥壁寄りには、石室主軸と直交方向に組合式の箱式石棺が据えられる。板石の組合せによって構築されており、内法で長さ2.1メートル・西側幅0.9メートル・東側幅0.7メートルを測る（西頭位か）。奥壁寄りに据えて羨道寄りには空閑があるため、羨道寄りにも追葬の存在が推測される。

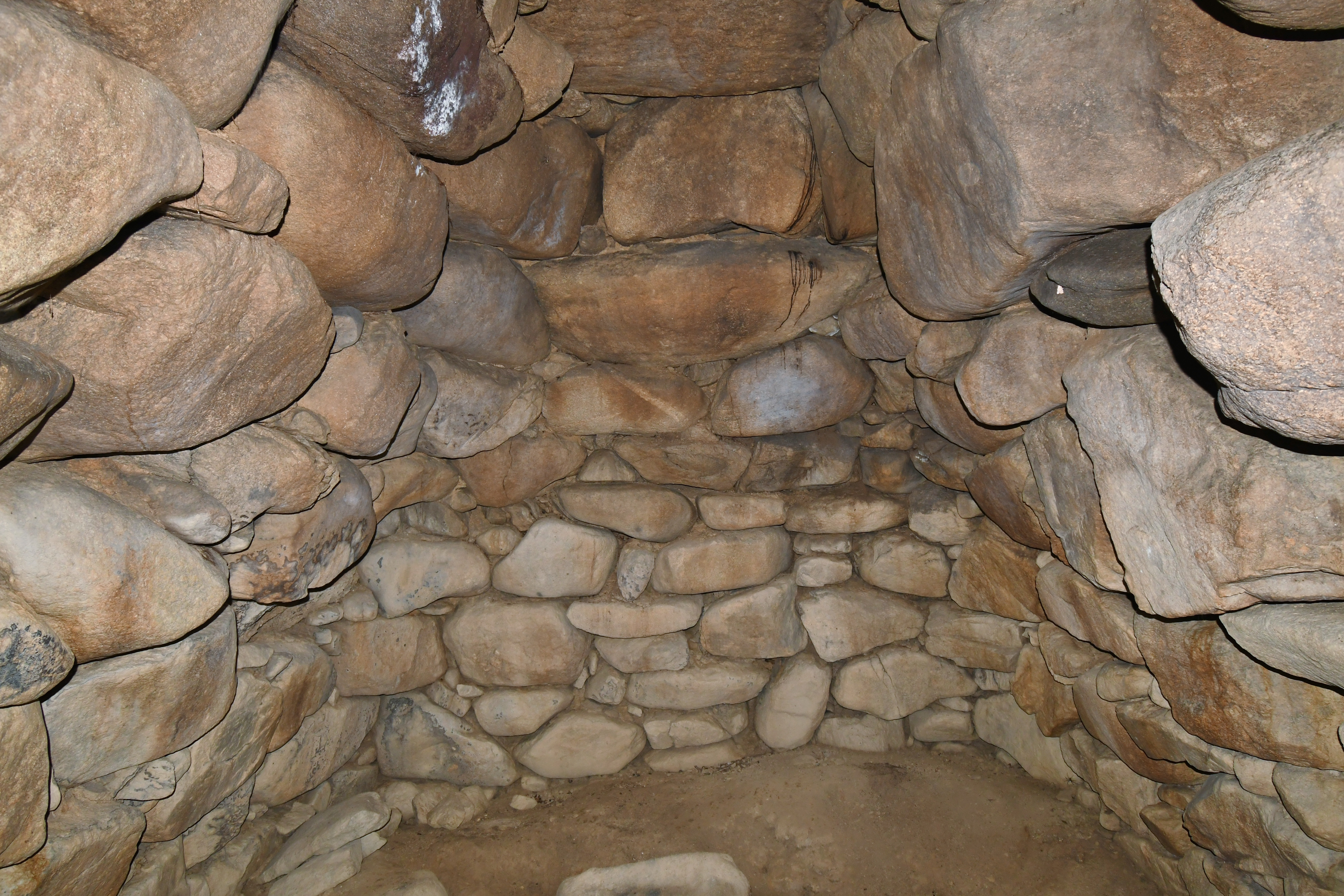
玄室（奥壁方向）
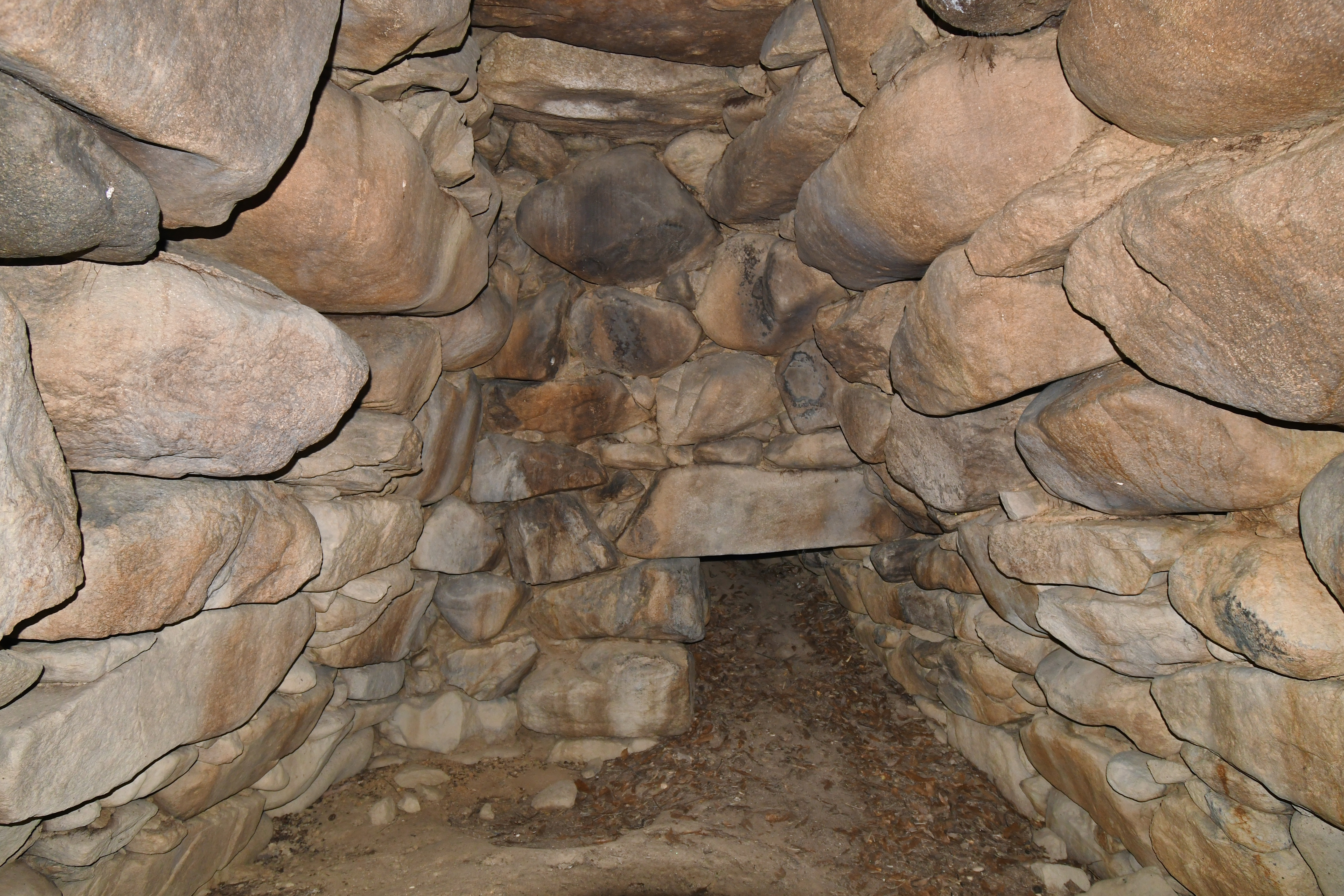
玄室（開口部方向）
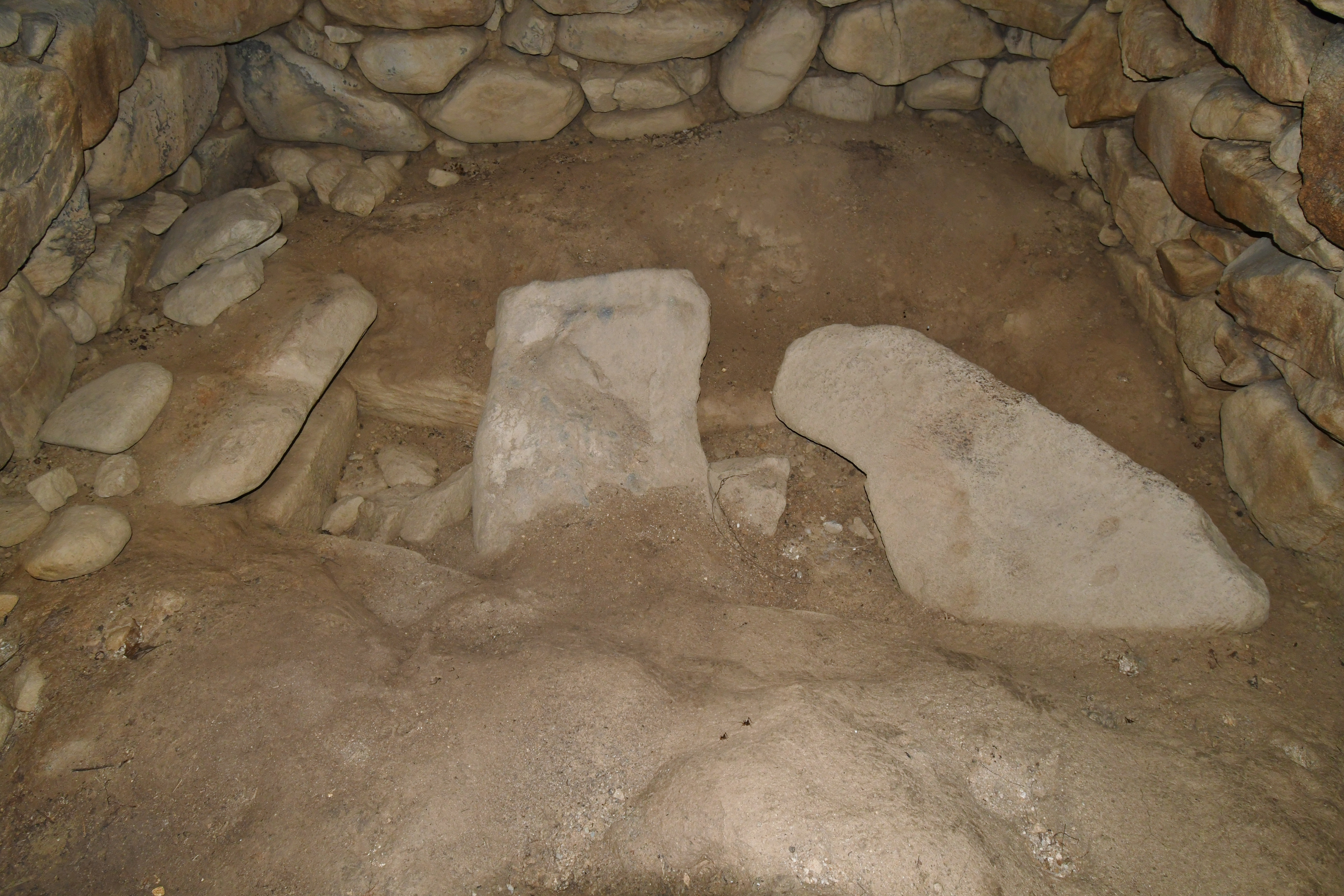
玄室の箱式石棺
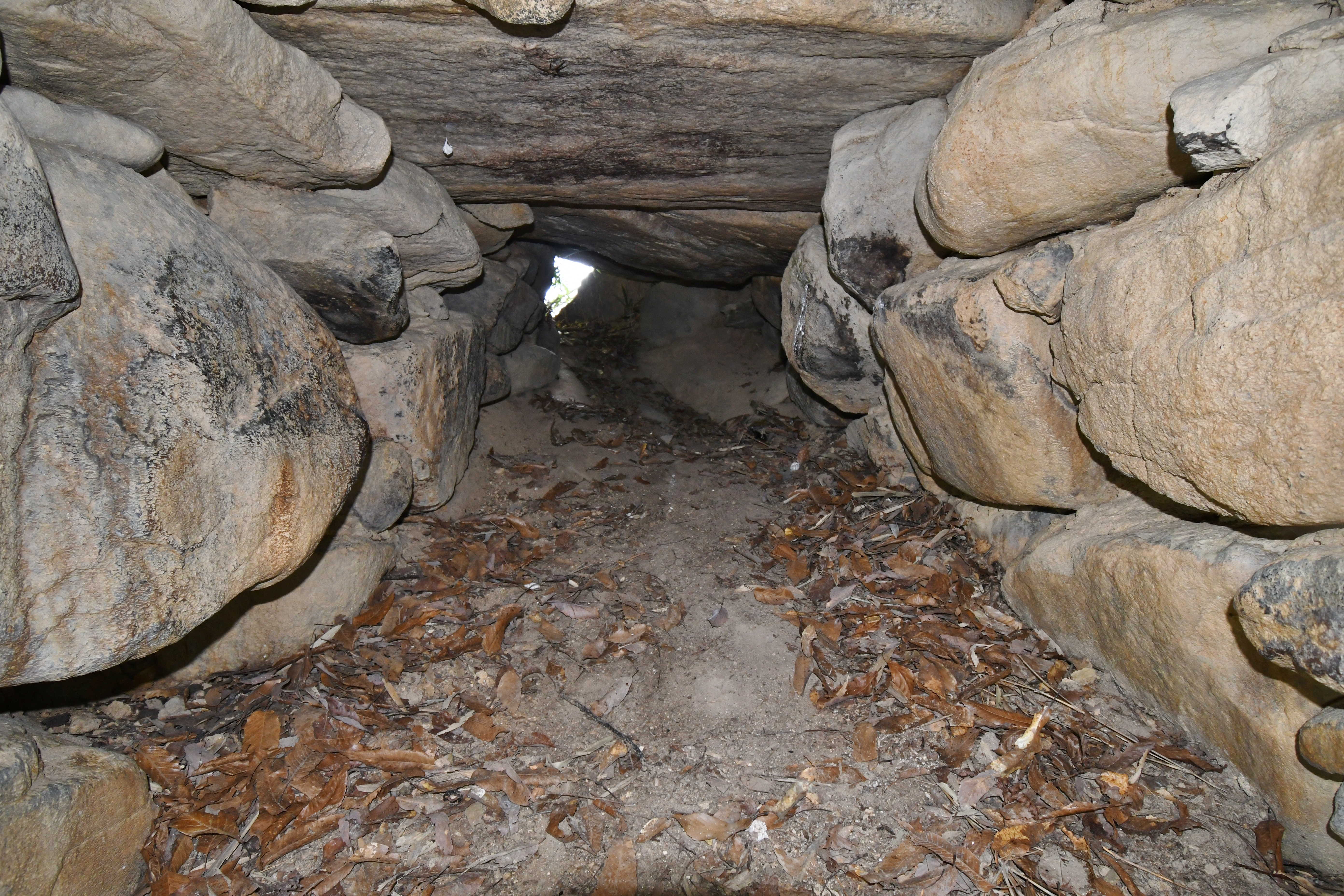
羨道（開口部方向）
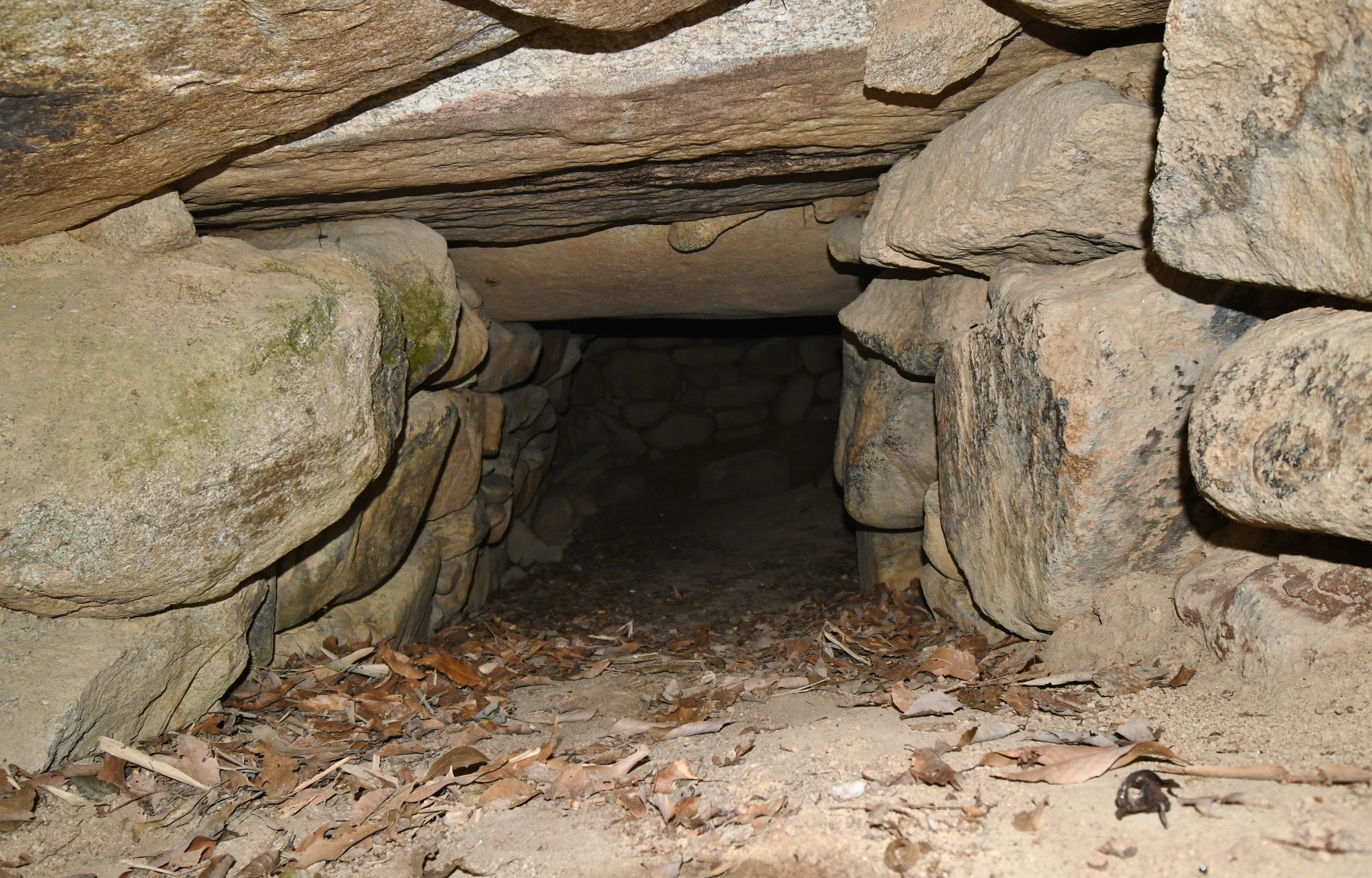
羨道（玄室方向）
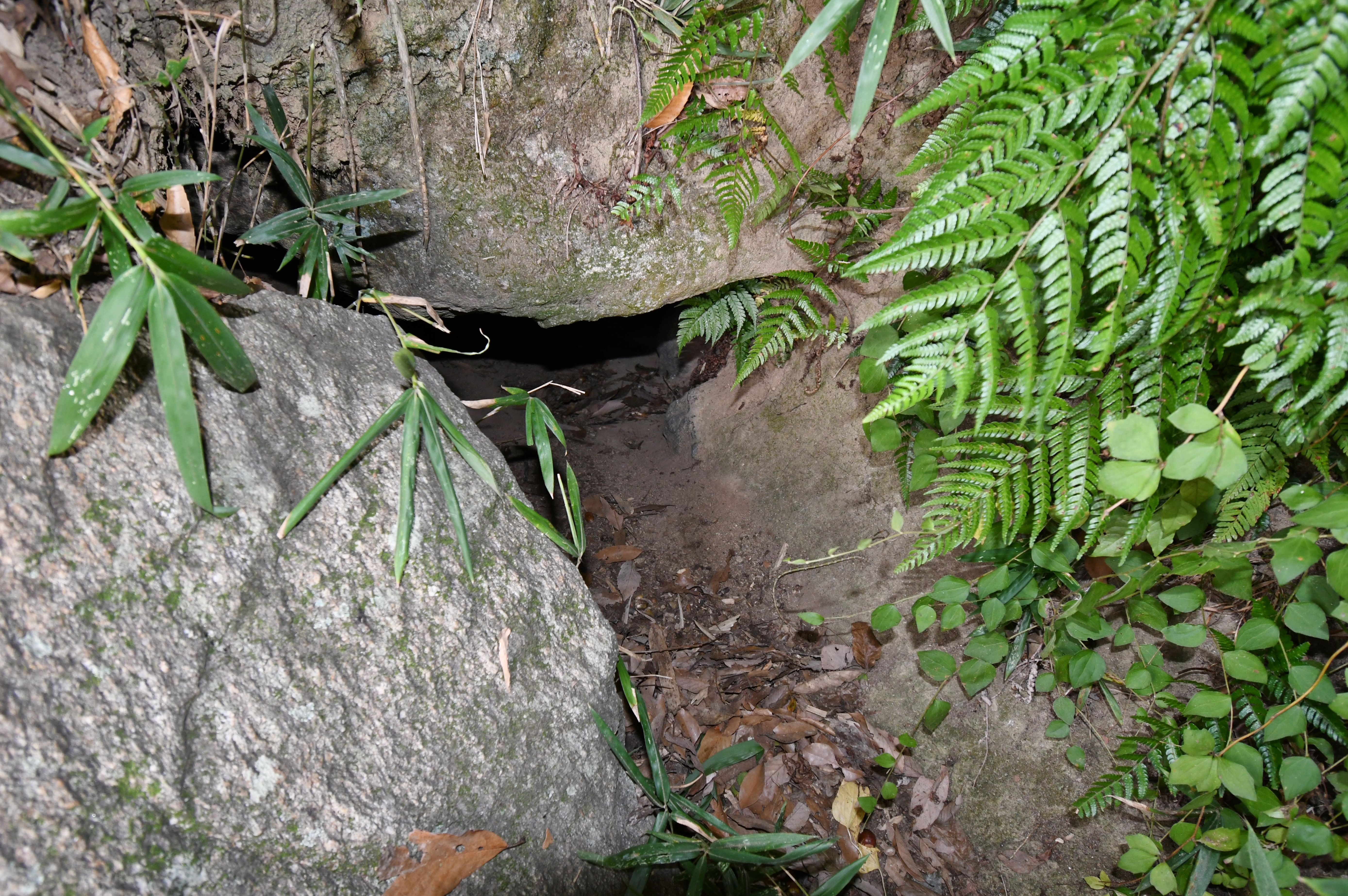
開口部